# Peter Röckl
Peter Röckl (* 1945 in Landshut) ist ein deutscher Dirigent und Musiker.

## Leben
Röckl legte 1965 am Hans-Carossa-Gymnasium Landshut sein Abitur ab und studierte an der Musikhochschule München Schulmusik mit Schwerpunkt Dirigieren. Seine Examina absolvierte er mit Auszeichnung. Es folgten Studien der Musikwissenschaft an der Ludwig-Maximilians-Universität München und der Universität Regensburg. Von 1971 bis 2010 war er als Musiklehrer an Gymnasien in Vilsbiburg und Landshut tätig.
1962 gehörte er zu den Gründungsmitgliedern des Landshuter Sinfonieorchester, das er seitdem leitet. 1976 gründete er die Chorgemeinschaft Vilsbiburg und übernahm 1980 die Leitung der Landshuter Liedertafel, die später in Konzertchor Landshut umbenannt wurde. Dabei verstand er es, die drei Ensembles zu einem großen Ganzen zusammenzuführen und tritt seitdem mit diesen Ensembles sowohl in der bayerischen Region als auch im benachbarten Ausland (Frankreich, Italien und Ungarn) auf.
Zu den Lieblingswerken seines Repertoires zählen Carmina Burana von Carl Orff, das Mozart- sowie das Verdi-Requiem, Die Schöpfung von Joseph Haydn und die Sinfonie Lobgesang von Felix Mendelssohn Bartholdy. Zu seinem Repertoire gehören ebenfalls Werke des italienischen Belcanto, der deutschen Opernliteratur sowie Werke moderner Komponisten wie zum Beispiel das Liverpool Oratorio von Paul McCartney und Carl Davis sowie Beatle-Hits und Musicals wie Sister Act und My Fair Lady.
Röckl setzt sich für die Förderung junger Talente ein. So wurden im Lauf der Jahre nicht nur im Orchester und im Chor immer wieder junge Musikschüler eingesetzt, sondern auch besonders begabte Musiker als Solisten engagiert.
Für sein Engagement in der Förderung des musikalischen Nachwuchses und für seine langjährige Konzerttätigkeit erhielt er mehrere Auszeichnungen.

## Ehrungen
- 1979: Rotary-Jugendkulturpreis
- 1996: Ehrenzeichen des bayerischen Ministerpräsidenten
- 2006: Bundesverdienstkreuz am Bande
- 2008: Goldene Bürgermedaille der Stadt Landshut
- 2015: Kulturpreis der Stadt Vilsbiburg[1]